# Decoro
Decoro é o respeito às regras de convivência. No Direito, termo é utilizado para designar um código de ética e conduta em determinadas instituições.

## Para parlamentares
Decoro parlamentar é a conduta individual exemplar que se espera ser adotada pelos políticos, representantes eleitos de sua sociedade.
O decoro parlamentar está descrito no regimento interno de cada casa do Congresso Nacional brasileiro. Na constituição federal brasileira, no artigo 55, parágrafo 1.º diz: "É incompatível com o decoro parlamentar, além dos casos definidos no regimento interno, o abuso das prerrogativas (art. 53) asseguradas a membro do Congresso Nacional ou a percepção de vantagens indevidas".
Fere o decoro parlamentar:
- Uso de expressões que configuram crime contra a honra ou que incentivam sua prática;
- Abuso de poder;
- Recebimento de vantagens indevidas;
- Prática de ato irregular grave quando no desempenho de suas funções;
- Revelação do conteúdo de debates considerados secretos pela assembleia legislativa; entre outros.
- A exemplificação do que é decoro parlamentar está descrita no regimento interno de cada uma das casas legislativas.

Sendo assim, quando uma pessoa pública pratica corrupção, ela está ferindo o decoro parlamentar.